# Benvindo Moreno
Benvindo António dos Santos Moreno (sinh ngày 10 tháng 11 năm 1989) là một cầu thủ bóng đá người Bồ Đào Nha gốc Guiné-Bissau thi đấu cho Mirandela.

## Sự nghiệp câu lạc bộ
Anh ra mắt chuyên nghiệp tại Giải bóng đá hạng nhất quốc gia Bồ Đào Nha cho Boavista vào ngày 24 tháng 8 năm 2008 trong trận đấu trước Vizela.